# Reimers
Reimers ist ein deutscher Familienname.

## Namensträger

### A
- Anne Reimers (* 1983), deutsche Sportwissenschaftlerin
- Ariane Reimers (* 1973), deutsche Journalistin

### B
- Britta Reimers (* 1971), deutsche Politikerin (FDP), MdEP

### C
- Carl Reimers (auch Karl Reimers; 1901–1969), deutscher Chirurg
- Charlotte Engel-Reimers (1870–1930), deutsche Nationalökonomin und Frauenrechtlerin
- Christian Reimers (1827–1889), deutscher Cellist, Karikaturist und Spiritist

### D
- Derk-Hayo Reimers (* 1954), deutscher Wirtschaftswissenschaftler und Hochschullehrer
- Dieter Reimers (1943–2021), deutscher Astronom
- Dirk Reimers (* 1943), deutscher Jurist und Beamter

### E
- Ed Reimers (1912–2009), US-amerikanischer Schauspieler
- Edgar Reimers (1924–2011), deutscher Pädagoge und Hochschullehrer
- Egill Reimers (1878–1946), norwegischer Architekt und Segler
- Egon Reimers (1928–1989), deutscher Schauspieler
- Emil Reimers (1912–1996), deutscher Reiseschriftsteller, Kochbuchautor und Journalist
- Emmerich Reimers (1886–1970), österreichischer Schauspieler
- Engel Reimers († 1606), deutsche Frau, die aufgrund des Vorwurfs der Hexerei hingerichtet wurde
- Ernst Reimers (1952/1953–2022), deutscher Ingenieur und Hochschullehrer

### F
- Franz Christoph Reimers (1818–1905), deutscher Jurist und Politiker

### G
- Georg Reimers (1860–1936), deutsch-österreichischer Schauspieler
- Gunda Reimers (* 1973), deutsche Ruderin

### H
- Hans Reimers (1908–1989), deutscher Lehrer und Bildungspolitiker
- Hans Gottfried Reimers (1902–1941), deutscher Kriegsverwaltungsrat
- Heinrich Reimers (1879–1942), deutscher Publizist
- Hermann Reimers (1893–1961), deutscher Autor und Botaniker

### J
- Jacob Peter Reimers (1826–1922), dänischer Metzgermeister und Politiker
- Jacobus Reimers (Denkmalpfleger) (1850–1914), deutscher Kunst- und Prähistoriker, Architekt, Museumsdirektor und Landeskonservator
- Jacobus Reimers (Jurist) (1912–1990), deutscher Jurist
- Jens Reimers (1941–2001), deutscher Diskuswerfer
- Jörg Reimers (* 1954), deutscher Schauspieler
- Johann Reimers (Maler) (1818–1868), deutsch-russischer Maler, Bildhauer und Hochschullehrer
- Johannes Reimers (1885–1947), deutscher Politiker (KPD)

### K
- Karl Reimers (Theologe) (1872–1934), deutscher Theologe und Publizist
- Karl Reimers (1901–1969), deutscher Chirurg, siehe Carl Reimers
- Karl Friedrich Reimers (* 1935), deutscher Kommunikationswissenschaftler und Hochschullehrer
- Knut Reimers (1931–2023), deutscher Ingenieur und Bahnmanager

### L
- Lotte Reimers (* 1932), deutsche Keramikerin

### M
- Marco Reimers (* 1990), deutscher Schauspieler

### N
- Nicolaus Reimers (Raimarus Ursus, 1551–1600), Astronom, Historiker und kaiserlicher Hofmathematiker

### O
- Ottilie Reimers (1913–2025), deutsche Altersrekordlerin und zeitweise älteste in den deutschsprachigen Ländern lebende Person
- Otto Reimers (1902–1984), deutscher Autor, Zeitschriften-Herausgeber und Anarchosyndikalist

### P
- Paul Reimers (Sänger) (1877–1942), deutscher Sänger (Tenor)
- Paul Reimers (Jurist) (1902–1984), deutscher Richter
- Peter Reimers (* 1941), deutscher Schauspieler und Sprecher
- Pit Reimers (* 1983), deutscher Fußballtrainer

### R
- Rolf Reimers (* 1947), deutscher Politiker (AfB)
- Rudolf Reimers (1859–1940), deutscher Sänger und Konzertdirektor

### S
- Stephan Reimers (* 1944), deutscher evangelischer Theologe und Politiker

### T
- Thomas Carl Reimers (1901–1969), deutscher Chirurg, siehe Carl Reimers
- Tobias Reimers (1653–1716), deutscher Jurist und Bürgermeister der Stadt Lüneburg

### U
- Ulrich Reimers (* 1952), deutscher Ingenieur auf dem Gebiet der Elektrotechnik
- Ute Reimers-Bruns (* 1963), deutsche Diplom-Politologin und Politikerin (SPD), MdBB

### W
- Walter Reimers (1913–2010), deutscher Richter
- Werner Reimers (1888–1965), deutscher Unternehmer und Stiftungsgründer
- Wolfgang Reimers, deutscher Richter, Präsident des Hessischen Verwaltungsgerichtshofs 2002 bis 2010

### Y
- Yvonne Cavalle-Reimers (* 1992), spanische Tennisspielerin